# De Kar
De Kar is een buurtschap in de Nederlandse provincie Gelderland, die grotendeels in de gemeente Voorst en voor een deel in de gemeente Apeldoorn ligt. De buurtschap ligt aan de provinciale weg N345 tussen Apeldoorn en Zutphen (ter plekke de Zutphenseweg genaamd), direct naast een afrit van de A1; de bijbehorende carpoolplaats wordt eveneens De Kar genoemd. Het beekje de Grote Wetering stroomt door het gehucht. Aan de oever ervan bevindt zich een 18e-eeuwse grenspaal, die destijds de grens tussen het ambt Apeldoorn en het ambt Voorst markeerde en nog steeds op de grens tussen de gelijknamige gemeenten staat.
De Kar is genoemd naar de gelijknamige herberg, die hier sinds 1787 stond en op zijn beurt genoemd was naar herbergier Albert Gerrits Karman. De herberg, later voortgezet als hotel-restaurant en café, heeft tegenwoordig een andere functie. In de 20e eeuw zijn er met name in het Voorster gedeelte enkele panden bijgebouwd, waaronder de uitspanning annex truckerscafé 'De Nieuwe Kar'. Deze brandde in mei 2011 af, werd herbouwd en eind 2018 heropend.

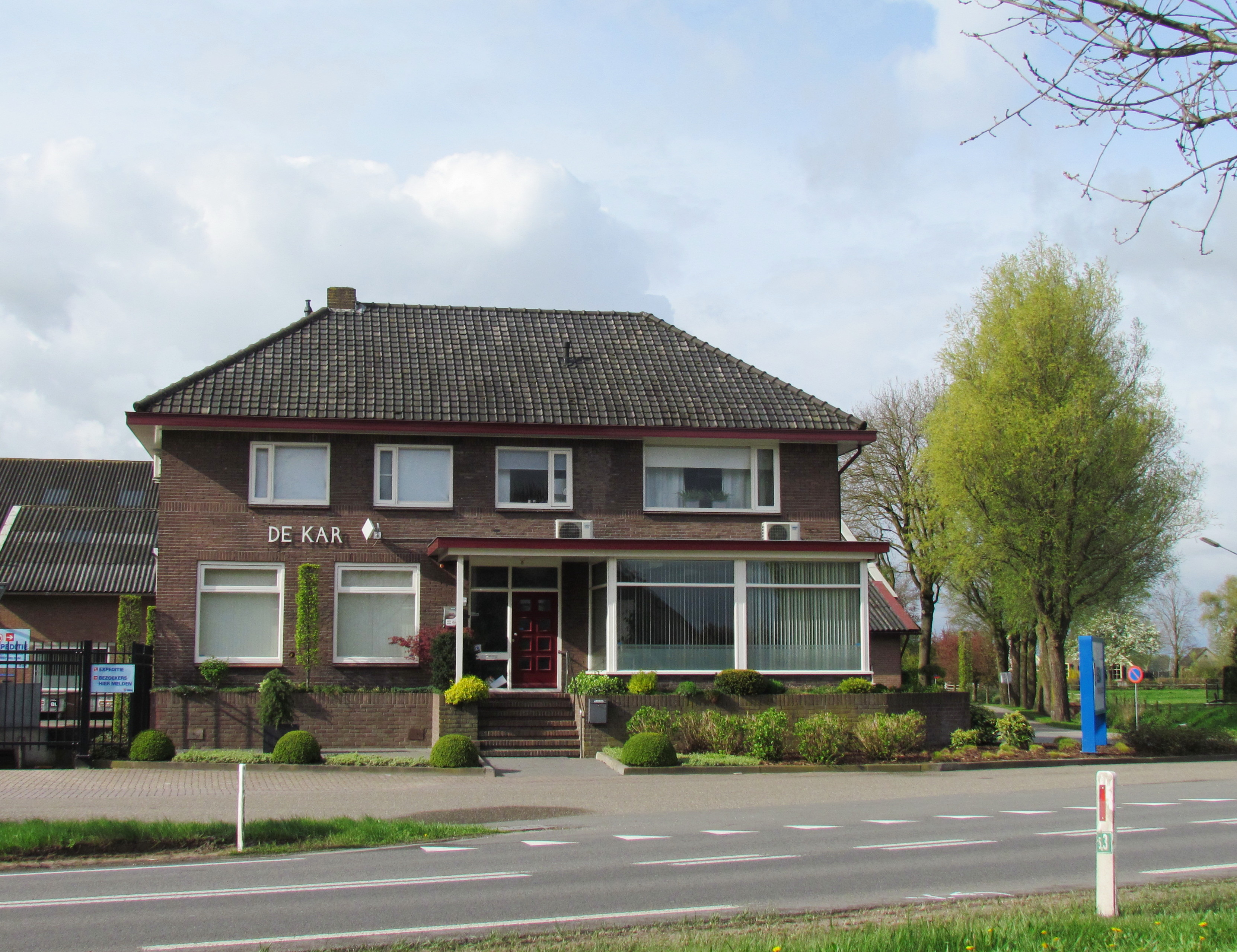
Voormalige herberg 'De Kar' in 2017.